# Régi magyar prózai emlékek
A Régi magyar prózai emlékek (RMPE) egy, a régi magyar irodalmat bemutató könyvsorozat volt. Az Akadémiai kiadó indította, 1968–1993 között jelent meg.

## Története, koncepciói
Negyed évszázad alatt 10 kötet látott napvilágot. Palettáján 16–18. századi magyar szerzők eredeti, magyar nyelvű (ill. a mai olvasói igényekhez igazítva, fordításokkal kiegészített) szövegkiadásai szerepelnek. Néhány esetben régi magyar szerzők által készített fordításokat adott közre.
Zömmel az Akadémiai Kiadó jelentette meg (1968–1992), az utolsó előttit (1992) a Balassival együtt jelentették meg, míg az utolsót már csak a Balassi Kiadó jegyzi (1993).

## Szerkesztői
Alapító sorozatszerkesztője Tolnai Gábor, halála után, 1992-től Tarnai Andor. ISSN-száma: 0080-0570.

## A sorozat kötetei
- Szepsi Csombor Márton összes művei; sajtó alá rend., bev., ford. Kovács Sándor Iván, Kulcsár Péter; Akadémiai, Bp., 1968
- Laskai János válogatott művei. Magyar Iustus Lipsius; sajtó alá rend., bev., jegyz. Tarnóc Márton; Akadémiai, Bp., 1970
- Kecskeméti Alexis János prédikációs könyve. Dániel próféta könyvének magyarázata; sajtó alá rend., jegyz. Szuromi Lajos, tan. Gombáné Lábos Olga; Akadémiai, Bp., 1974
- Georg Ziegler: Discursus de summo bono; ford. Szenci Molnár Albert, sajtó alá rend., bev., jegyz. Vásárhelyi Judit; Akadémiai, Bp., 1975
- Válaszúti György: Pécsi Disputa; tan., jegyz. Dán Róbert, sajtó alá rend. Németh S. Katalin; Akadémiai, Bp., 1981
- Egy erdélyi gróf a felvilágosult Európában. Teleki József utazásai, 1759–1761; sajtó alá rend., tan., mutató, jegyz. Tolnai Gábor; Akadémiai, Bp., 1987
- Bethlen Miklós levelei, 1-2.; összegyűjt., sajtó alá rend., tan., jegyz. Jankovics József, latin ford. Kulcsár Péter, jegyz. Nényei Gáborné; Akadémiai, Bp., 1987
- Faludi Ferenc prózai művei, 1-2.; sajtó alá rend., magyar nyelvű szöveggond., jegyz., Vörös Imre, latin szöveggond., ford., jegyz. Uray Piroska; Akadémiai, Bp., 1991
- Hermányi Dienes József szépprózai munkái; sajtó alá rend., előszó, jegyz. S. Sárdi Margit; Balassi–Akadémiai, Bp., 1992
- Római szerzők 17. századi magyar fordításai; szerk. Kecskeméti Gábor, szöveggond., jegyz. Bartók István et al., előszó Havas László, utószó Kecskeméti Gábor; Balassi, Bp., 1993